# Jesús Marcelo de los Santos Fraga

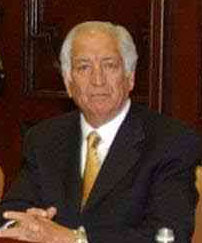
Marcelo de los Santos

Jesús Marcelo de los Santos Fraga (San Luis Potosí, 15 december) is een Mexicaans politicus van de Nationale Actiepartij (PAN).
De los Santos stamt uit een politieke familie uit de staat San Luis Potosí. Hij studeerde boekhouden aan de Autonome Universiteit van San Luis Potosí. In 1997 sloot hij zich aan bij de PAN. Hij was burgemeester van San Luis Potosí van 2000 tot 2003. In 2003 versloeg hij in de gouverneursverkiezing Luis García Julián en werd op 26 september van dat jaar ingehuldigd als gouverneur; zijn termijn liep tot 2009.